# Il mondo di Eymerich
Il mondo di Eymerich è un gioco di ruolo italiano basato sui romanzi dello scrittore di fantascienza italiano Valerio Evangelisti. Si distingue per essere il primo gioco di ruolo ufficiale basato su una serie di romanzi di un autore italiano e per il sistema di gioco, che permette occasionalmente ai giocatori di intervenire nella narrazione. Il gioco ha avuto subito un lusinghiero successo di vendite., come riporta Mondi Eroici.

## Storia e ambientazione
Il mondo di Eymerich ricalca l'ambientazione dei romanzi di Valerio Evangelisti, dividendosi tra Medioevo (anno di gioco 1399) e futuro prossimo (anno di gioco 2040). Mentre il manuale base si concentra sulla parte medievale, il secondo volume descrive il futuro.
Alla scomparsa dell'Inquisitore Nicolas Eymerich, nel 1399, l'Europa è devastata da lotte politiche e religiose e dalla pestilenza. I personaggi, che interpretano nobiluomini, popolani, sacerdoti e, all'occasione, eretici, devono fare i conti con le conseguenze delle azioni dell'inquisitore scomparso, la cui immensa volontà ha forgiato gli eventi futuri.
Nel 2040 i personaggi dovranno affrontare le conseguenze ancor più remote della volontà di Eymerich.

## Meccaniche di gioco
I personaggi vengono creati scegliendo una "Cultura", che indica quale posto hanno nella società e, di conseguenza, quali mestieri possono svolgere ("Carriere"). Il sistema prevede una risoluzione a compiti (tiro di Mente per trovare indizi, tiro di Fisico per sfondare una porta...).
In più i personaggi possono utilizzare, durante le partite, degli Escamotage - ovvero azioni particolari che permettono loro di compiere azioni che normalmente non potrebbero compiere, o di accedere a risorse che altrimenti non avrebbero (esempio: Flashback. Il personaggio deve aprire uno scrigno, ma non ha le abilità necessarie. Tramite un flashback, ricorda le azioni compiute da un suo amico anni prima per scassinare un lucchetto, ed esegue le stesse azioni, ottenendo così in pratica temporaneamente l'abilità).

## Curiosità
- Lo scrittore Valerio Evangelisti è sempre stato molto interessato al gioco di ruolo, arrivando a sostenere che dovrebbe essere materia di insegnamento nelle scuole elementari. Ha partecipato a sessioni dal vivo del gioco di ruolo poco prima che questo venisse pubblicato.
- L'autore del gioco, Jari Lanzoni, è un istruttore di scherma antica. Ha perciò inserito nel gioco, oltre al sistema di combattimento base, un sistema avanzato, che riproduce gli stili di scherma da lui insegnati. Le immagini che illustrano questo capitolo sono fotografie ritoccate di Lanzoni e di un suo allievo. Lanzoni è stato anche consulente di scherma per i romanzi della serie Magdeburg di Alan D. Altieri.